# Нощна чапла
Нощната чапла (Nycticorax nycticorax) е мигрираща птица от семейство Чаплови (Ardeidae). Среща се и в България.

## Физически характеристики
Дължината на тялото на нощната чапла достига до 63 cm, а размахът на крилата ѝ – до 110 cm. Оперението е трицветно. Долната страна на врата, гърдите, челото и бузите са бели. Гърбът и горната страна на главата са черни с метален блясък, а останалата част от тялото е сива или сиво-охрена. През размножителния период от тила израстват две дълги лентовидни пера, които през останалите сезони липсват. Има сравнително къси крака с дълги нокти и червени очи. Няма полов диморфизъм.
Горната част на тялото на младите индивиди е тъмнокафява, с ръждиви надлъжни черти и многобройни бели капковидни петна, по които се различава от големия воден бик. Долната част е белезникава с кафяви ивици по гърдите.

## Разпространение
Широко разпространен вид, среща се на всички континенти освен Австралия и Антарктида. Обитава заблатени места или територии с висока дървесна растителност, естествени и изкуствени водоеми и речни разливи, като често гнезди съвместно с гривестата и малката бяла чапла. През пролетта и есента се среща и по оризища, рибарници и микроязовири.
Нощната чапла е прелетен вид. В България обикновено пристига през март и отлита през септември-октомври. По време на прелет се среща из цялата страна, а през размножителния период – предимно по Дунавското и Черноморското крайбрежия.

## Начин на живот и хранене
Нощната чапла обикновено живее на големи колонии, достигащи до 2500 птици. В гнездовите колонии и при миграция издава характерния звук „коак-коак-коак" с кратки паузи.
Храни се предимно с животни – риби, водни охлюви, ракообразни, насекоми, жаби, гущери, гризачи и други малки водни и наземни животни. Храната си търси през нощта.

## Размножаване
Обикновено прави гнездото си в клоните на дърветата, в тръстиките и в шавара. Понякога заема и готови гнезда на други птици. През април женската снася 3 – 5 светлосини яйца, които двете птици мътят на смени в продължение на 20 – 25 дни. На десетия ден малките се изправят на краката си, а няколко дни по-късно започват да се движат из растителността. Научават се да летят едва на 40-дневна възраст.

## Допълнителни сведения
Птицата е активна през нощта. Това налага сравнително често да използва и планиращ полет, към който се оказва сравнително добре приспособена. Летателният ѝ апарат е с по-висока пластичност, в сравнение с други видове чапли с нейната големина.